# Werner Fromm
Werner Fromm (* 9. April 1905 in Husum; † 10. Mai 1981 in Bielefeld) war ein deutscher SS-Oberführer und Oberst der Polizei sowie SS- und Polizeiführer (SSPF).

## Leben
Fromm, von Beruf Bankkaufmann, trat zum 1. Dezember 1931 der NSDAP bei (Mitgliedsnummer 753.170) und im selben Jahr der SS (SS-Nummer 17.080). Ab Anfang der 1930er Jahre war er hauptamtlicher SS-Führer, unter anderem Kommandeur der 60. SS-Standarte mit Sitz in Insterburg. Nachdem er von Ende 1939 bis November 1940 bei einer Nachrichteneinheit eingesetzt war, wurde er zum Stab des HSSPF „Ostland“ von September 1941 bis Dezember 1941 eingesetzt. Dort war er dem Einsatzkommando 2 in Lettland zugeteilt. Anschließend war er beim Stab des HSSPF „Rußland-Süd“ tätig bis Januar 1942. Von Mitte Januar 1942 bis Ende Januar 1943 war er SSPF „Bialystok“ und danach bis Ende April 1944 Polizeigebietsführer „Sarajewo“. Gegen Kriegsende wurde er zur Waffen-SS versetzt und diente in der 16. SS-Panzergrenadier-Division „Reichsführer SS“.
Nach Kriegsende war er als Kaufmann tätig. Ein seitens der Staatsanwaltschaft Hamburg eingeleitetes Ermittlungsverfahren wurde 1974 eingestellt. Fromm starb im Mai 1981.

## Auszeichnungen
| Fromms SS-Ränge | Fromms SS-Ränge                             |
| Datum           | Rang                                        |
| --------------- | ------------------------------------------- |
| März 1934       | SS-Untersturmführer                         |
| Juni 1934       | SS-Obersturmführer                          |
| Januar 1935     | SS-Hauptsturmführer                         |
| Januar 1936     | SS-Sturmbannführer                          |
| April 1938      | SS-Obersturmbannführer                      |
| November 1940   | SS-Standartenführer                         |
| Januar 1943     | SS-Oberführer und Oberst der Polizei        |
| Januar 1945     | SS-Untersturmführer der Reserve (Waffen-SS) |

- Eisernes Kreuz II. Klasse (1940)
- Kriegsverdienstkreuz I. und II. Klasse mit Schwertern (1939)

Als SS-Führer
- Totenkopfring
- Ehrendegen